# Fenoskandija
Fenoskandija (finski, norveški i švedski: Fennoskandia, ruski: Фенноскандия) je poluotok u Europi koji obuhvaća poluotoke Skandinaviju i Kolu, Kareliju i kopneni dio Finske. Fenoskandija administrativno obuhvaća kopneni teritorij Finske, Norveške i Švedske, Murmansku oblast, većinu Republike Karelije, kao i sjeverni dio Lenjingradske oblasti.
Izraz Fenoskandija dolazi od latinskih riječi Fennia (Finska) i Scandia  (Skandinavija). Izraz je prvi koristio finski geolog Wilhelm Ramsay 1898.